# Gottlob Himmel

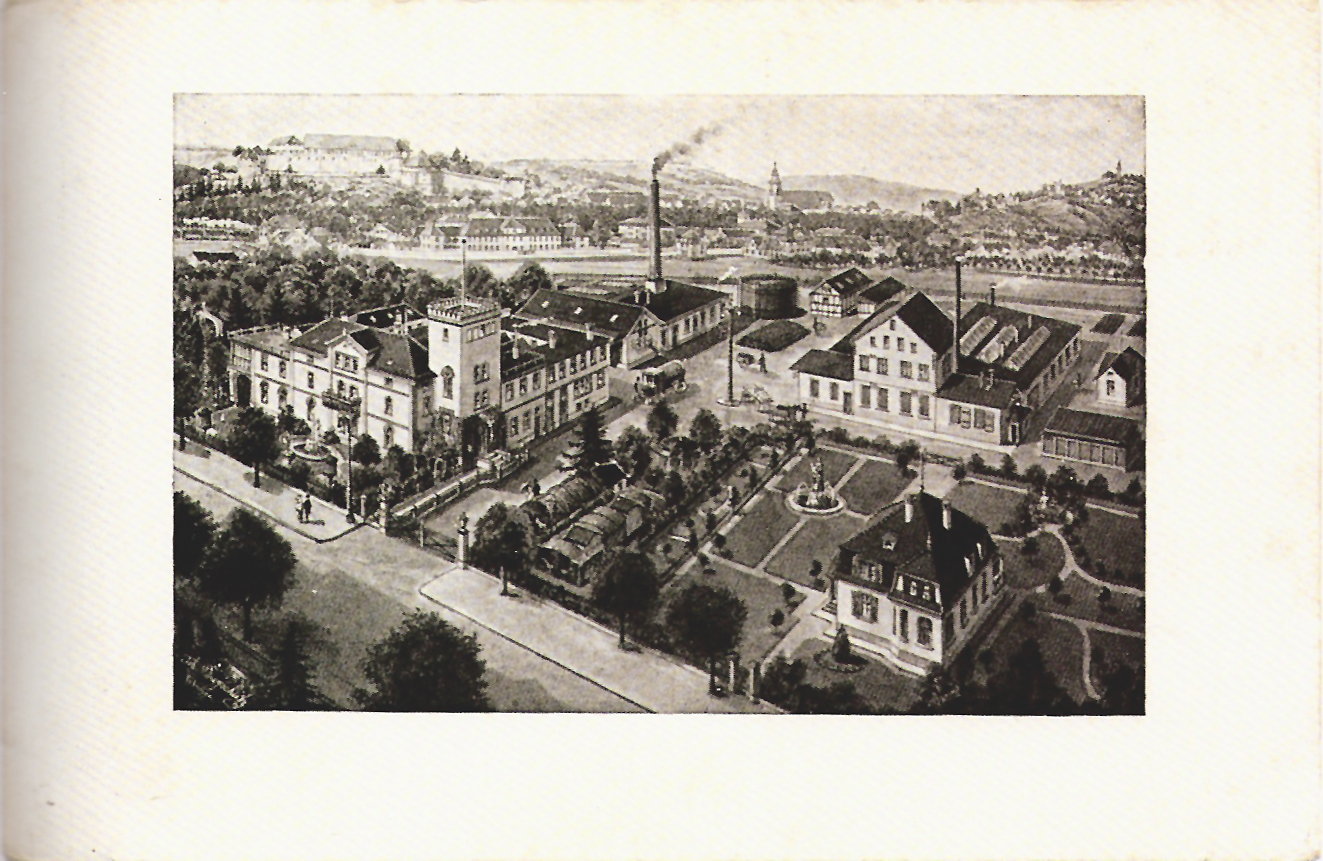
Himmelwerk in der Derendinger Straße (um 1930)

Gottlob Himmel (* 1854; † 1931) war ein Tübinger Handwerksmeister, der 1879 das Tübinger Himmelwerk gründete, eine Fabrik für Beleuchtungsanlagen. Dort stellte er seine Erfindungen – unter anderem Gaslampen für Operationssäle in Kliniken – in Serie her.

## Gaslicht

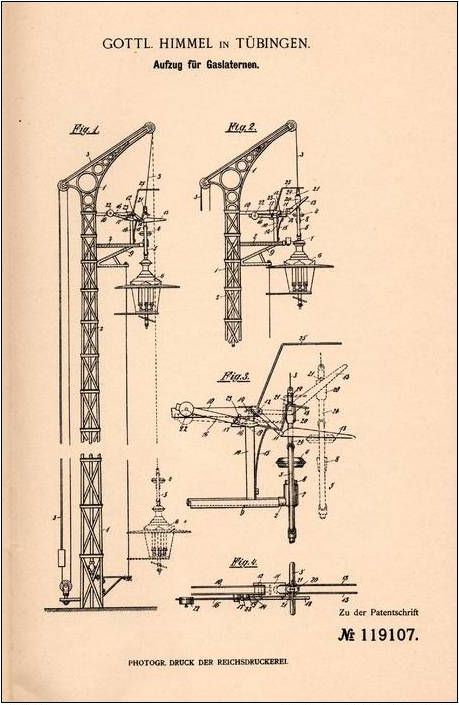
Patent für einen Aufzug für Gaslaternen

Gottlob Himmel betrieb eine Werkstatt in der Tübinger Altstadt. Sein Nachbar, der Chirurg Viktor von Bruns (1812–1883) hatte ihm von Carl Auer von Welsbachs Glühstrumpf berichtet, den er bei einem Kongress in Wien gesehen hatte. Mit dem dadurch möglichen neuen Gaslicht ließen sich Operationssäle taghell erleuchten.
Nach der Einführung des Glühstrumpf-Lichtes in Innenräumen, widmete Himmel sich der Verbesserung der Straßenlaternen, insbesondere deren Fernzündung. Er konnte alle Laternen im gesamten Stadtgebiet mit einer Druckwelle in den Gasleitungen ferngesteuert aus- und einschalten.
Im Frühjahr 1914 wollte Gottlob Himmel an der Internationalen Gasausstellung in München teilnehmen und hoffte, seine Patente in der ganzen Welt gewinnbringend zu nutzen. Aber der Ausbruch des Ersten Weltkrieges machte dies unmöglich. Bei Kriegsende hatte sich die Elektrizität soweit etabliert, dass Gasbeleuchtungen nicht mehr gefragt waren. Himmel sattelte deshalb auf die Herstellung von Elektromotoren um.

## Ehrungen
Nach Gottlob Himmel wurde in Tübingen eine Straße benannt (Gottlob-Himmel-Straße).